# Газопереробний завод Каутер
Газопереробний завод Каутер – підприємство нафтогазової промисловості Оману.
Завод, який ввели в дію у 2007 році, має працювати з продукцією цілого ряду родовищ – Каутер, Хакхар, Хармал та інших. Він має пропуску здатність у 20 млн м3 на добу, при цьому станом на середину 2010-х фактична завантаженість підприємства становила 9 млн м3. При роботі на проектній потужності завод може вилучати до 138 тисяч барелів конденсату на добу
Товарний газ подається до газового хабу Фахуд, через який можливий доступ до трубопроводів Фахуд – Сухар та Фахуд – Маскат. Для цього проклали перемичку довжиною 85 км та діаметром 900 мм, яка розрахована на робочий тиск у 6,7 МПа.
Вилучений конденсат по перемичці довжиною 103 км та діаметром 450 мм спрямовується для завершального етапу підготовки на газопереробний завод Сайх-Равл.